# Coatlicue

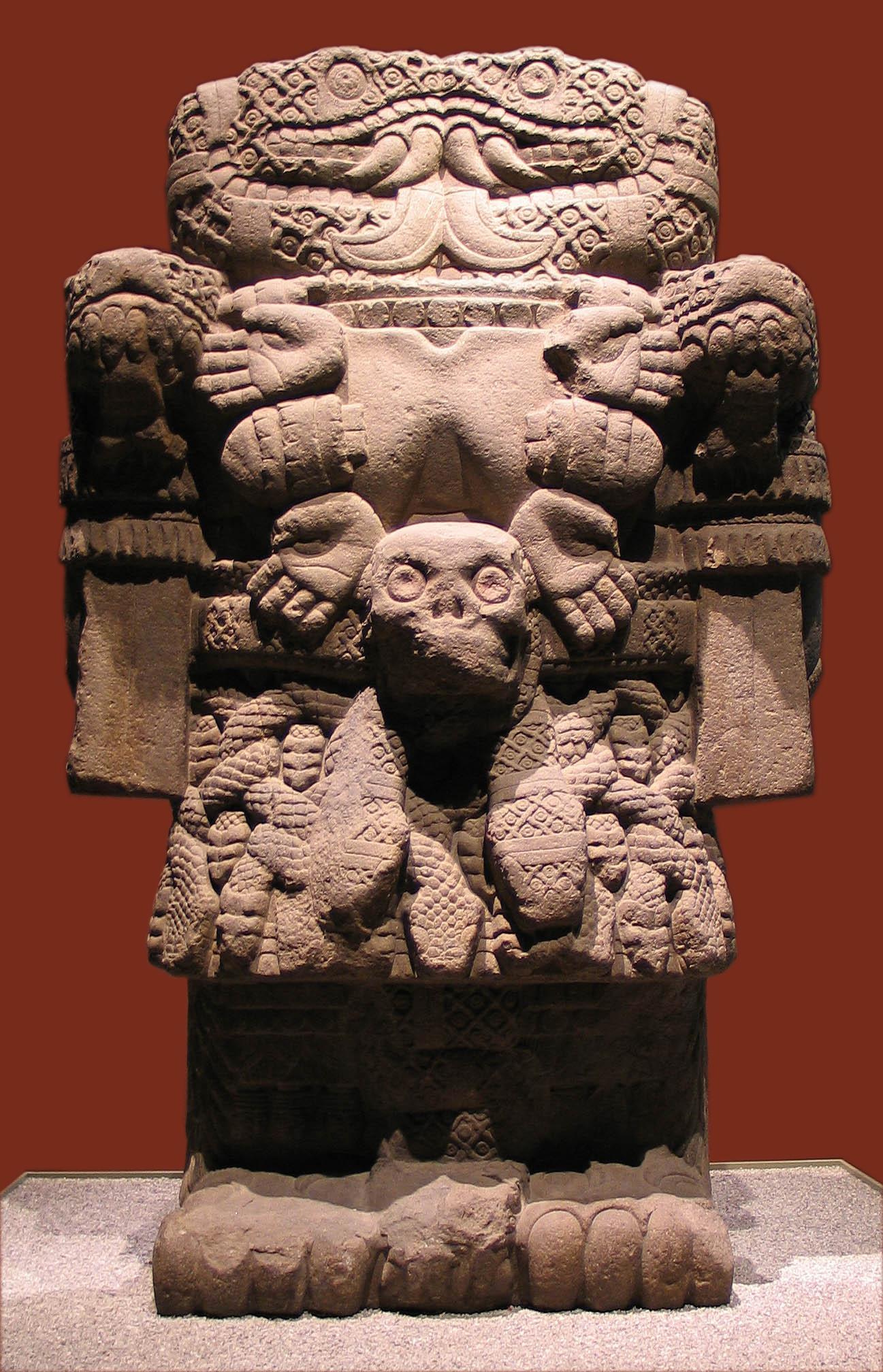
Socha Coatlicue v Museo Nacional de Antropología

Coatlicue, též známá jako Toci, Naše pramáti, Teteo Innan, Matka bohů, či Cihuacoatl, Paní hadů, je aztéckou bohyní země a patronkou žen, které zemřou při porodu.

## Legenda
Slovo "Cōhuātlīcue" [Koatlikve] v jazyce Nahuatl znamená „Ta s hadí sukní“. Coatlicue je spojována s přídomky jako „Matka bohů a země, která dává zrod nebeským věcem“, „Bohyně ohně a úrodnosti“, „Bohyně života, smrti a znovuzrození“, nebo „Matka jižních hvězd“. Většina aztéckých uměleckých zpodobnění této bohyně zdůrazňuje její zhoubnou stránku, neboť Země není jen milující matkou (lůno), ale také nenasytným monstrem stravujícím vše živé (hrob).
Personifikována je jako žena, jejíž rysy tvoří dvě proti sobě hledící dračí hlavy, symbolizující dualitu přírody, její laskavou i zlovolnou tvář. Její ruce i nohy jsou osázeny drápy a její prsa bývají znázorňována ochablá od kojení. Boky má přepásané sukní z kroutících se chřestýšů a kolem krku nosí náhrdelník z lidských lebek, vyříznutých srdcí a uťatých rukou – strašlivých znamení nadvlády přírody nad lidstvem.
Mýty označují Coatlicue mimo jiné za matku boha slunce a války Huitzilopochtli, bohyně měsíce Coyolxauhqui a dvojčat Quetzalcoatla a Xolotla.
Coatlicue bývala uctívána jako hlavní božstvo města Tlatelolco, dokud si roku 1473 po skončení války na tomto území vítězové z Tenochtitlánu nevynutili, aby poražení nahradili její kult uctíváním Huitzilopochtli. Nadále však Coatlicue zůstala ústřední postavou shluku ženských božstev, jejichž oblasti působení se vzájemně dosti podobaly, a byla proto mocným a zároveň hrozivým božstvem.